# Interpunkcja filmowa
Interpunkcja filmowa – rodzaj wizualnych znaków przestankowych występujących w utworze filmowym lub telewizyjnym. Służą one oddzieleniu od siebie poszczególnych scen lub sekwencji filmu oraz zaakcentowaniu pauz w narracji. W obręb interpunkcji filmowej włącza się zabiegi montażowe (w tym przejścia montażowe), ruchy kamery oraz ruchy filmowanych obiektów.

## Popularne techniki interpunkcji filmowej
Poniższa tabela zawiera zestawienie popularnych środków interpunkcji filmowej (stosowanych przede wszystkim w filmie fabularnym), wymienionych przez filmoznawcę Marka Hendrykowskiego oraz filmowca Daniela Arijona. Uszeregowane zostały według kolejności, w jakiej wymienia je Arijon.
| Technika                                         | Opis |
| ------------------------------------------------ | --- |
| Zaciemnienie i rozjaśnienie                      | Przedstawiony na ekranie obraz stopniowo przechodzi do czerni, a następnie czerń rozjaśnia się do nowego obrazu. |
| Rozbielenie i rozjaśnienie przez użycie barwy    | Alternatywa dla zwykłego zaciemnienia; obraz przechodzi do bieli bądź do innego koloru. |
| Przenikanie                                      | Jednoczesne zaciemnienie jednego obrazu i rozjaśnienie drugiego. Przenikanie może powiązać ze sobą nastroje dwóch różnych scen. Przenikania można też użyć w charakterze efektu specjalnego – gdy połączymy za pomocą przenikania ujęcie pustego pokoju z ujęciem tego samego pokoju, w którym stoją ludzie, uzyskamy wrażenie jakby zmaterializowali się „znikąd”. |
| Zmazanie, roletka                                | Przez obraz przesuwa się cienka linia zmazująca go i jednocześnie ujawniająca inny. Linia może poruszać się w poziomie, pionie, ukośnie, z lewej do prawej, itp. |
| Iris, przysłona irysowa, diafragma, „kocie oko”  | Na ekranie widać zmniejszające się kółko naśladujące zamykającą się przysłonę, na zewnątrz którego jest czerń. Kółko może koncentrować uwagę widza na jakimś obiekcie bądź postaci. Obecnie efekt stosowany dość rzadko. |
| Wykorzystanie ciemnej przestrzeni                | Kamera wykonuje panoramę lub jazdę w ciemne miejsce. Wówczas następuje zamaskowane cięcie przenoszące do kolejnej sceny. |
| Napisy                                           | Popularna technika oddzielania od siebie scen i sekwencji w okresie kina niemego. Współcześnie pojawiające się napisy mogą służyć np. do określenia miejsca bądź czasu akcji. Mogą być wkomponowane w obraz, bądź pojawić się na osobnym, neutralnym tle. |
| Rekwizyt                                         | Zastosowanie rekwizytu jako sygnału upływającego czasu. Konwencjonalne rekwizyty tego rodzaju to np. palące się świece, zegary, kartki z kalendarza. |
| Zmiana światła                                   | Zmiana oświetlenia sceny może sugerować np. szybkie przejście od dnia do nocy. |
| Pytanie i odpowiedź                              | Bohater wypowiada kwestię, ale po cięciu odpowiedzi udziela ktoś inny, w rozmowie z kim innym, w innym czasie i miejscu. Technika ta przedstawia upływ czasu za pomocą dialogu. |
| Ruch w jednym kierunku                           | Ruch ekranowy jednego obiektu zgadza się z ruchem ekranowym innego obiektu w kolejnym ujęciu, np. bohater wyjeżdża samochodem sportowym spod swojego domu i wjeżdża do tunelu; w następnym ujęciu widzimy jego samochód jadący w tym samym kierunku, tylko na torze wyścigowym.                                                                                     |
| Otwarcie sceny za pomocą kamery                  | Sposób neutralnego rozpoczęcia sceny z wykorzystaniem kamery, np. w kadrze widać przedmiot, który przesłania obraz; po chwili kamera wykonuje ruch, który ukazuje całą scenę. |
| Otwarcie sceny za pomocą aktora                  | Sposób neutralnego rozpoczęcia sceny z wykorzystaniem fizyczności aktora, np. aktor z początku zasłania ciałem obiektyw kamery, ale po chwili go odsłania i widzimy przedmiot na pierwszym planie. |
| Zastąpienie przedmiotu innym                     | Dwa przedmioty zostają ze sobą zestawione na zasadzie analogii ruchu i dźwięku, np. w jednym ujęciu ktoś rzuca kieliszek, a w następnym widzimy szybę tłuczoną kamieniem. |
| Powtórzenie słowa                                | Pod koniec jednej sceny postać wypowiada słowo. Po chwili, na początku kolejnej sceny, słowo to zostaje powtórzone przez kogoś innego. |
| Mylące dopasowanie wizualne (również: match cut) | Wykorzystanie tego samego elementu wizualnego na końcu jednej sceny i na początku drugiej, zaskakując jednak widza zmianą czasu i miejsca akcji. Przykład: scena z filmu Absolwent, w której bohater Benjamin Braddock w jednym ujęciu wskakuje do basenu, a w kolejnym, niejako kontynuując wykonywany ruch, ląduje w łóżku swojej kochanki pani Robinson.         |
| Nagłe zbliżenie                                  | Rozpoczęcie sceny ujęciem na jakiś obiekt bardzo bliskim planie, bez kontekstu; następnie po cięciu przejście do szerszego planu i zaprezentowanie kontekstu. |
| Ostre cięcie (również: jump cut)                 | Skokowe, przyciągające uwagę cięcie montażowe. Często ostre cięcia stosuje się w następujących po sobie ujęciach umieszczonych na wspólnej osi wizualnej. |
| Bezczynność                                      | Pod koniec jednego ujęcia lub na początku drugiego panuje bezruch (np. wszyscy aktorzy wychodzą poza kadr), ułatwiając przejście pomiędzy scenami. |
| Pojedyncze ujęcie jako pauza                     | Pojedyncze ujęcie umieszczone pomiędzy dwoma scenami, łączące się tematycznie z resztą filmu i wnoszące efekt narracyjny lub emocjonalny. |
| Cała sekwencja jako pauza                        | Technika analogiczna do wykorzystania pojedynczego ujęcia w roli punktacji – zaprezentowany zostaje szereg ujęć stanowiących pauzę w narracji. Wykorzystywana tam, gdzie jedno ujęcie nie stanowi wystarczającej pauzy. |
| Nieostrość                                       | Rozmycie obrazu do momentu jego całkowitej nierozpoznawalności; w kolejnym ujęciu następuje wyjście z nieostrości i ukazanie nowej sceny. |
| Ciemny ekran                                     | Umieszczenie krótkich momentów czerni pomiędzy ujęciami lub scenami. |
| Interpunkcja poprzez ruch kamery                 | Podkreślenie działań postaci poprzez najazd lub odjazd kamery, np. najazd na bohatera w czasie monologu podkreśli jego wypowiedź, a najazd po zakończeniu wypowiedzi podkreśli jego reakcję. |
| Interpunkcja pionowa                             | W sytuacji, gdy ruch w kadrze odbywa się głównie w osi poziomej, wprowadzenie elementów ruchu pionowego może zaakcentować istotność danego zdarzenia. |
| Stopklatka                                       | Technika ta zamraża wszelki ruch na ekranie „zatrzymując film w miejscu”; po chwili może nastąpić też zaciemnienie. |